# Suhpalacsa dietrichiae
Suhpalacsa dietrichiae is een insect uit de familie van de vlinderhaften (Ascalaphidae), die tot de orde netvleugeligen (Neuroptera) behoort. 
Suhpalacsa dietrichiae is voor het eerst wetenschappelijk beschreven door Brauer in 1869. De soort is genoemd naar Amalie Dietrich.